# Rudolf Aschenauer
Rudolf Aschenauer (Ratisbona, Alto Palatinado; 21 de diciembre de 1913-Núremberg, Baviera; 28 de enero de 1983) fue un jurista alemán. Se dio a conocer como abogado defensor en los juicios por crímenes de guerra y en los juicios a los nazis tras el final de la Segunda Guerra Mundial. Aschenauer representó a cientos de acusados de crímenes de guerra, como Otto Ohlendorf en el juicio a los Einsatzgruppen, Walther Funk durante su encarcelamiento en Spandau y Wilhelm Boger en el juicio de Auschwitz. Aschenauer estuvo activo en el espectro de la extrema derecha durante muchos años como publicista, organizador y presidente de la "Ayuda silenciosa".

## Biografía

### La era nacionalsocialista
Hijo de un capataz de obras del Reichsbahn, asistió al Theresien-Gymnasium de Múnich a partir de 1928 e ingresó en la Marianische Studentenkongregation Westend. Desde 1933 fue miembro de las SA, que tuvo que abandonar al cabo de un año por motivos de salud. A partir de 1934 estudió Derecho en la Universidad Ludwig Maximilians de Múnich, se afilió a la NSDStB y perteneció a la fraternidad estudiantil católica K.St.V. Ottonia München en la Kartellverband katholischer deutscher Studentenvereine. Se adhirió a un nacionalismo radical con connotaciones völkisch. Ya como estudiante, Aschenauer participó activamente en la Verein für das Deutschtum im Ausland (VDA), cuyos actos en Múnich organizó a partir de 1934.

### Segunda Guerra Mundial
En 1938 y 1941, Aschenauer aprobó los exámenes de derecho estatal con "suficiente". El 1 de mayo de 1937 se afilia al NSDAP (número de afiliación 4.686.956). Era jefe de bloque en su grupo local del NSDAP y responsable de asuntos antipopulares y antiestatales. En su proceso de la Spruchkammer en 1946, Aschenauer afirmó que había abandonado el partido en 1941. El archivero Christoph Bachmann siguió esta admisión. Para el historiador Jens Westemeier, Aschenauer mintió "que las vigas se doblaran". Hubert Seliger señala que la supuesta renuncia del partido de Aschenauer a causa de la vigilancia de la Gestapo sobre un sacerdote afín no fue probada en el proceso de la Spruchkammer.
Reclutado en la Wehrmacht el 1 de abril de 1941, Aschenauer se incorporó a una unidad de artillería en el lago Ládoga como ayudante de intérprete y pagador. De 1939 a 1945, Aschenauer también trabajó para la Oficina de Propaganda del Reich de Múnich-Alta Baviera, que lo consideraba un "nacionalsocialista fiable, operativo y utilizable" que "en todo momento apoya de todo corazón al movimiento y al Estado". Tras ser clasificado inicialmente como "persona menos incriminada" en 1946 en un juicio de la Spruchkammer, consiguió ser desnazificado el 8 de julio de 1947 como "persona licenciada" (grupo IV) mediante una apelación.

### Juicios de Núremberg
Tras su liberación del cautiverio, el asesor Aschenauer realizó inicialmente trabajos de limpieza en la biblioteca del Tribunal Regional de Múnich. El 24 de abril de 1946 se convirtió en uno de los abogados defensores oficiales de las SA ante el Tribunal Militar Internacional de Núremberg. 
Junto con Johannes Neuhäusler, obispo católico de Múnich, y Theophil Wurm, obispo protestante de Württemberg, se opuso al acuerdo judicial tras la masacre de Malmedy. El juicio fue realizado por las autoridades de ocupación estadounidenses y se llevó a cabo en el campo de concentración de Dachau en 1946. Aschenauer fue abogado de los condenados después del juicio de Dachau. Durante el juicio de Auschwitz en Frankfurt (desde 1963) fue abogado defensor de Franz Lucas, que había sido médico, entre otras cosas, en Auschwitz. Aschenauer fue el principal abogado defensor durante el juicio de Ulm-Einsatzgruppen en 1958. Aschenauer representó a Walther Funk, quien cumplía condena en la prisión de Spandau.
A continuación, se convirtió en empleado de la Fiscalía de Múnich II, pero el 7 de mayo de 1947 entró en el servicio de prueba con el abogado y político Fritz Schäffer. En el juicio a los Einsatzgruppen en 1947, Aschenauer fue el abogado defensor de Otto Ohlendorf, el acusado más destacado del proceso. Argumentó que las ejecuciones masivas habían sido medidas preventivas contra un ataque al Reich alemán por parte de los bolcheviques (Putativnothilfe). Hasta la ejecución de Ohlendorf en 1951, Aschenauer intentó obtener una revisión de la sentencia o un indulto. Tras un período de prácticas en el bufete de abogados Fritz Schäffer de Múnich, se colegió el 1 de febrero de 1949.
Aschenauer fue un defensor de Otto Ohlendorf en el proceso Einsatzgruppen, y desde 1953 dirigió un partido nacionalista que era una continuación del Sozialistische Reichspartei (un partido para los viejos nazis). Aschenauer fue durante muchos años el líder de Stille Hilfe, que trabajaba por la liberación de los miembros de las Schutzstaffel (SS) condenados por crímenes de guerra. Aschenauer colaboró con Hans Globke, entre otros.
Aschenauer argumentó durante el juicio de Einsatzgruppen que la Unión Soviética no había firmado la Convención de Ginebra y estaba librando una guerra de guerrillas en violación de la convención. Aschenauer sostuvo que el caso debería llevarse bajo la ley alemana porque había funcionarios alemanes o preferiblemente bajo la ley soviética porque involucraba acciones en territorio soviético.
Aschenauer, como defensor de Ohlendorf, afirmó con el apoyo del perito Reinhart Maurach, profesor de derecho penal y derecho de Europa del Este, que Ohlendorf estaba cegado por su formación ideológica: Ohlendorf estaba, según el defensor, convencido de que todos los judíos (mujeres y hombres, jóvenes y viejos) fue desde su nacimiento un riesgo para la seguridad de Alemania y de toda Europa, y que los judíos habían introducido el bolchevismo marxista para socavar a otros países y contaminar la sangre aria.
Aschenauer argumentó que Ohlendorf tenía una percepción subjetiva (aunque errónea) de emergencia o guardián de emergencia que justificaba las acciones. La situación real en forma de "guerra total" en el frente oriental se confirmó según la opinión del defensor Ohlendorf. El defensor citó el discurso radiofónico de Iósif Stalin del 3 de julio de 1941, en el que Stalin, entre otras cosas, llamó a la actividad partidista en áreas conquistadas por el enemigo, como prueba de que fue la Unión Soviética la que lanzó la "guerra total" donde las reglas normales no no aplicar. Robert Wolfe describe este argumento como una tontería porque la orden de Hitler de invadir la Unión Soviética se dio muchos meses antes del discurso de Stalin.
Entre 1948 y 1953, Aschenauer actuó como uno de los varios abogados de Walther Funk, condenado a cadena perpetua en el juicio de Núremberg de 1946 contra los principales criminales de guerra. La esposa de Funk, Louise, se lo había encargado; Aschenauer no tenía un mandato del propio Funk, ya que las cartas correspondientes de Funk al bufete de Aschenauer fueron retenidas por la dirección soviética de la prisión de crímenes de guerra de Spandau.
Por iniciativa de Aschenauer y Georg Fröschmann, en 1949 se fundó el "Comité de Ayuda a los Prisioneros de la Iglesia". La reunión fundacional tuvo lugar el 26 de noviembre de 1949 en el arzobispado de Múnich y Frisinga. Aschenauer estuvo acompañado en la reunión por el obispo auxiliar Neuhäusler, el capellán de la catedral Thalhamer y otros altos cargos eclesiásticos. La oficina estaba dirigida por el antiguo empleado de la RSHA Heinrich Malz. En la prisión de crímenes de guerra de Landsberg am Lech, Aschenauer atendió a 57 clientes, entre los que se encontraban los condenados del juicio de Dachau Malmedy de 1946, pero no Joachim Peiper. Organizó peticiones al Gobierno Federal y publicó panfletos de justificación financiados por la organización de veteranos de las Waffen-SS, la Asociación de Ayuda Mutua de Miembros de las Antiguas Waffen-SS.
Aschenauer se doctoró en Derecho por la Universidad de Erlangen-Núremberg en 1949 con una disertación sobre el tema de la jurisdicción de los tribunales militares estadounidenses en Núremberg. La tesis fue dirigida por el canonista Franz Tibor Hollós. Aschenauer adoptó los argumentos de la defensa de Otto Ohlendorf. Hubert Seliger ve pruebas de que los alegatos en este juicio no fueron redactados por Aschenauer, sino por Reinhart Maurach o el abogado de la RSHA Heinrich Malz. Al menos muchos de los folletos posteriores de Aschenauer fueron escritos por Malz.
Aschenauer era miembro de la "Arbeitsgemeinschaft für Recht und Wirtschaft", de Múnich, que también realizaba trabajos de prensa y apoyo a los criminales de guerra acusados y condenados. De 1950 a 1953, publicó la revista Die Andere Seite (El otro lado), cuya editorial era la Arbeitsgemeinschaft für Recht und Wirtschaft. Además, a partir de 1949, Aschenauer participó en las reuniones trimestrales del Círculo de Juristas de Heidelberg, que coordinaba la revisión de las sentencias de los crímenes de guerra aliados y de los juicios nazis.

### Defensores de los autores del nazismo posteriores
En 1949, Aschenauer (presumiblemente con la ayuda de los germano-americanos de Wisconsin) se puso en contacto con el senador Joseph McCarthy, que en aquel momento todavía era muy desconocido a nivel nacional en Estados Unidos, y afirmó que la condena en el juicio de Malmedy solo se había producido con la ayuda de confesiones arrancadas mediante tortura. McCarthy hizo estas acusaciones en una audiencia del Senado estadounidense en mayo de 1949. A su vez, Aschenauer utilizó esta audiencia como prueba para publicaciones en la prensa alemana que cuestionaban la legalidad de todas las sentencias contra criminales de guerra.
En 1951, Aschenauer fue miembro de la junta fundadora de la asociación "Stille Hilfe für Kriegsgefangene und Internierte", otra asociación con este objetivo. Aschenauer apareció como abogado y como confidente del Partido Socialista del Reich (SRP), que fue prohibido en 1952. Sin embargo, en esa época era empleado tanto de la Oficina para la Protección de la Constitución (desde la primavera de 1952) como del "Servicio de Inteligencia Católico", además de ser activo para el Grupo Naumann, una red de exnacionalsocialistas parcialmente destacados. 
En los esfuerzos del Grupo Naumann por convertir el Partido del Reich alemán en un partido nacional de encuentro para las elecciones al Bundestag de 1953, todos los intentos de la dirección del prohibido Partido Socialista del Reich por reorganizarse "fracasaron" inicialmente. Aschenauer participó o fue informado de estos intentos. A través del "Catholic News Service", Aschenauer tenía los mejores contactos hasta con Adenauer, a quien incluso representó un año después en una demanda presentada contra Adenauer por el Partido del Reich alemán. Desde que los miembros más destacados del Grupo Naumann fueron detenidos por los servicios secretos británicos en la primavera de 1953, el partido de concentración nacional que se pretendía crear no se llevó a cabo.
En 1958, Aschenauer defendió al principal acusado, Werner Hersmann, en el juicio de los Einsatzgruppen de Ulm. En 1960 fue abogado defensor de Max Simon, acusado en el llamado juicio de Ansbach por el asesinato de los hombres de Brettheim que habían desarmado al HJ poco antes del final de la guerra. Aschenauer obtuvo una absolución en primera instancia, ya que los veredictos del tribunal de guerra habían sido formalmente correctos; este veredicto fue posteriormente anulado por el Tribunal Supremo Federal.
En 1964, Aschenauer defendió a Karl Wolff, acusado de complicidad en el asesinato de 300.000 judíos, ante el Tribunal Regional de Múnich II. En 1965 defendió al principal acusado, Wilhelm Boger, en el juicio de Auschwitz. En 1968, junto con el abogado Sauer, Aschenauer compareció como abogado defensor de Wilhelm Rosenbaum, acusado de 169 cargos de asesinato comunitario de mujeres, niños y hombres judíos en la escuela del SD en Bad Rabka.
En 1977, Aschenauer fue presidente de la "derecha" Sociedad para las Relaciones Culturales Alemanas en el Extranjero (VDA) y publicado en la revista de extrema derecha Nation und Europa. Los libros publicados por Aschenauer fueron autoeditados o publicados por la editorial de extrema derecha Berg o Damm-Verlag, de Múnich, que también publicó a J. G. Burg, al negador del Holocausto Paul Rassinier y al criminal de guerra convicto Lothar Rendulic.

### Adolf Eichmann
El periodista neerlandés Willem Sassen se reunió en Argentina con Adolf Eichmann regularmente durante cinco o seis meses en 1957. El resultado de la conversación fueron 67 cintas de audio sobre el pasado de Eichmann. Partes del material se publicaron en Life and Stern. Simon Wiesenthal había obtenido otra versión que entregó al fiscal Gideon Hausner, quien presentó el material como prueba en el juicio contra Adolf Eichmann. En 1979, Sassen entregó el material que le quedaba a Vera Eichmann, viuda de Adolf Eichmann. Aschenauer editó esto y lo publicó como Ich Adolf Eichmann en una editorial radical de derecha (forlaget Druffel, 1980). Por medio de extensas omisiones, manipulaciones y comentarios, Aschenauer intentó sin éxito trivializar el Holocausto y encubrir a Hitler, como Sassen había planeado originalmente.
Christopher Browning escribe que Aschenauer distorsionó el relato de Eichmann para minimizar o negar el Holocausto y absolver a Adolf Hitler de toda responsabilidad. Aschenauer omitió pruebas sólidas del juicio en Jerusalén y las francas admisiones de Eichmann en las conversaciones con Sassen. Por ejemplo, Eichmann había admitido que era un nazi convencido y que había estado presente en ejecuciones masivas en Minsk. Browning caracteriza la presentación de Aschenauer como la más sospechosa de todas las que se ocupan del caso Eichmann.